# Eumaeini
Eumaeini — триба метеликів родини синявцеві (Lycaenidae) підродини хвостюшки (Theclinae). Іноді підноситься до рангу підродини Eumaeinae. В Україні 9 видів.

## Класифікація
Класифікація триби попередня, з часом  кількість родів може змінюватись:
| Eumaeus - Eumaeus - Mithras (включає Paraspiculatus) - Paiwarria (включає Fasslantonius) - Theorema Brangas - Brangas - Enos (включає Chopinia, Falerinota) - Evenus (включає Cryptaenota, Endymion, Ipocia etc.) - Lamasina (= Annamaria) - Thaeides Atlides - Arcas - Atlides (включає Riojana) - Pseudolycaena - Theritas (включає Aveexcrenota, Denivia, Lucilda etc.) Micandra (можливо в групі Atlides) - Brevianta - Busbiina - Ipidecla - Johnsonita - Micandra (включає Egides) - Penaincisalia (включає Abloxurina, Candora etc.) - Phothecla - Podanotum - Rhamma (включає Paralustrus, Pontirama, Shapiroana) - Salazaria - Temecla - Timaeta (включає Jagiello, Trochusinus) Thereus - Arawacus - Contrafacia - Kolana - Rekoa - Thereus (включає Noreena, Pedusa) Satyrium - Chlorostrymon - Magnastigma - Ocaria (включає Lamasa, Variegatta) - Phaeostrymon - Satyrium (включає Harkenclenus, Neolycaena etc.) Callophrys - Callophrys (включає Incisalia, Mitoura, Xamia etc.) – green hairstreaks and elfins - Cyanophrys Thestius - Bistonina - Megathecla (включає Cupathecla, Gullicaena) - Lathecla - Thestius Allosmaitia - Allosmaitia - Janthecla - Laothus | Lamprospilus - Arumecla - Calycopis (включає Calystryma, Femniterga etc.) - Camissecla - Electrostrymon (включає Angulopis) - Lamprospilus - Ziegleria (включає Kisutam) Strymon - Strymon (включає Eiseliana) Tmolus - Exorbaetta - Gargina - Ministrymon - Nicolaea - Ostrinotes - Siderus - Strephonota (включає Dindyminotes, Letizia etc.) - Theclopsis (включає Asymbiopsis) - Tmolus Panthiades - Beatheclus Bálint & Dahners, 2006 - Ignata - Michaelus - Oenomaus - Olynthus - Panthiades (включає Cycnus) - Parrhasius - Porthecla - Thepytus Hypostrymon - Apuecla - Aubergina - Balintus - Celmia (включає Cyclotrichia) - Dicya (включає Caerofethra) - Hypostrymon - Iaspis - Marachina - Nesiostrymon - Terenthina - Trichonis Erora - Erora - Chalybs - Semonina - Symbiopsis |